# Trochoideus goudoti
Trochoideus goudoti är en skalbaggsart som beskrevs av Guérin-Méneville 1857. Trochoideus goudoti ingår i släktet Trochoideus och familjen svampbaggar. Inga underarter finns listade i Catalogue of Life.